# Luís Neto
Luís Carlos Novo Neto (født 26. maj 1988 i Póvoa de Varzim, Portugal) er en portugisisk fodboldspiller (midterforsvarer). Han spiller hos Sporting
Han har (pr. april 2018) spillet 18 kampe for det portugisiske landshold, som han debuterede for 6. februar 2013 i en venskabskamp mod Ecuador. Inden da havde han også repræsenteret sit land på både U-20- og U-21-landsholdene.
Neto var en del af den portugisiske trup til VM i 2014 i Brasilien.